# Boarmia orizabaria
Boarmia orizabaria là một loài bướm đêm trong họ Geometridae.